# Skierniewice

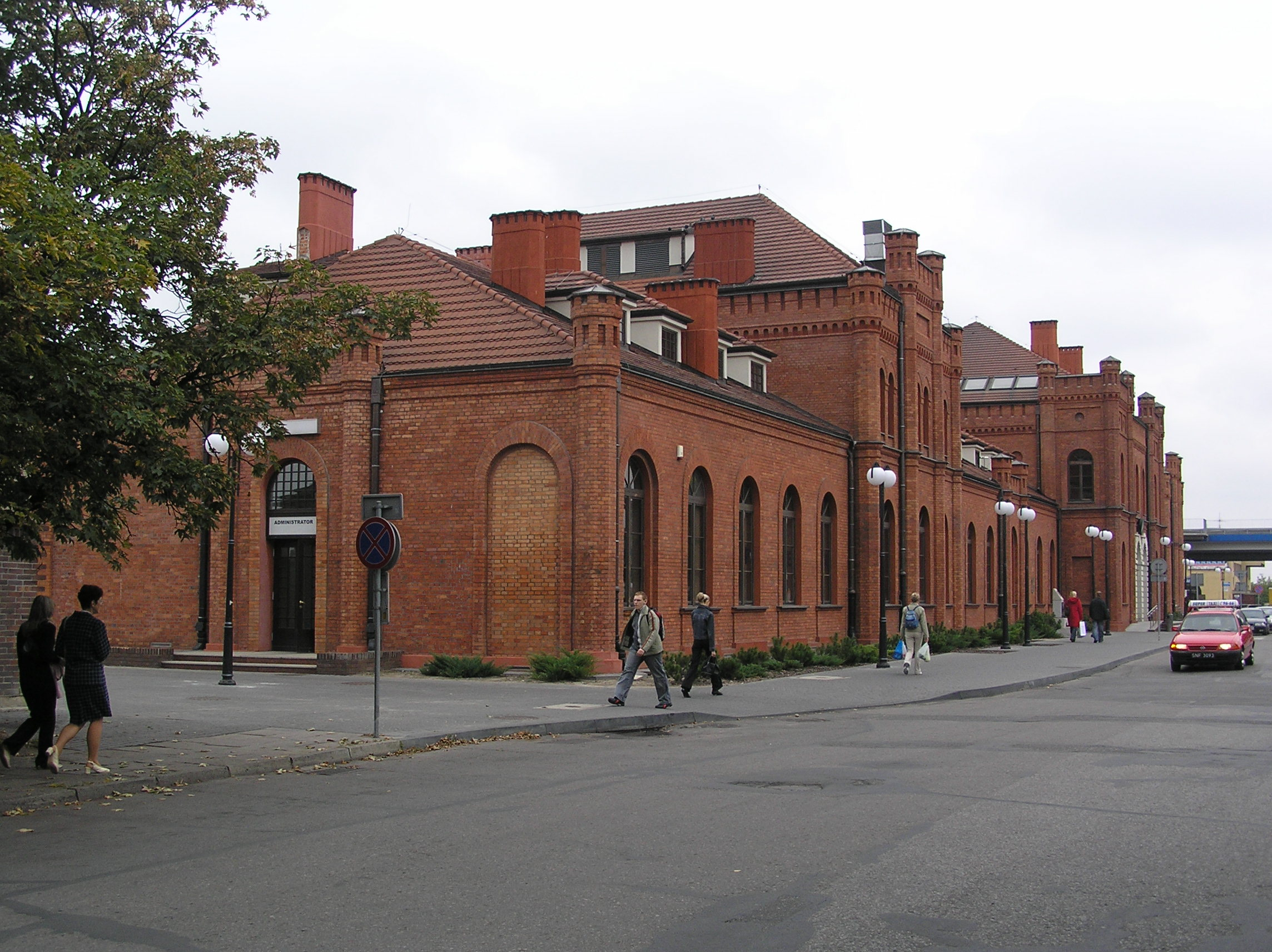

Skierniewice este un municipiu în Polonia.